# Абу Мухаммад аль-Хамдані
Абу Мухаммад аль-Хасан ібн Ахмад ібн Якуб аль-Хамдані (араб. أبو محمد الحسن بن أحمد بن يعقوب الهمداني, прибл. 893 – 947) — арабський мусульманський географ, хімік, поет, граматик, історик і астроном із племені Бану Хамдан із Ємену, визначний представник ісламської культури останнього періоду Аббасидського халіфату.

## Біографія
Про життя аль-Хамдані відомо мало, попри його визначні наукові досягнення. Він мав високу репутацію як граматик, писав багато віршів, складав астрономічні таблиці й більшу частину свого життя присвятив вивченню стародавньої історії та географії Аравії.
До його народження його родина жила в Аль-Мараші (المراشي). Потім вони переїхали в Сану (صنعاء), де в 893 році народився аль-Хамдані. Його батько був мандрівником і побував у Куфі, Багдаді, Басрі, Омані та Єгипті. Приблизно у віці семи років аль-Мараші почав говорити про своє бажання подорожувати. Трохи пізніше він виїхав до Мекки, де залишався і навчався більше шести років, після чого він вирушив до Саади (صعدة). Там він зібрав інформацію про Хавлана (خولان). Потім він повернувся до Сани й зацікавився землею Хим'яр (حمْير), але був ув'язнений на два роки через свої політичні погляди. Після звільнення з в'язниці він відправився в Райду (ريدة). Там він жив до своєї смерті в 945 році під захистом свого племені, і саме там уклав більшість своїх книг.

## Роботи
Його книга «Характеристика Аравійського півострова» є найважливішою працею на цю тему, де він описує географію та мову на Аравійському півострові та на острові Сокотра. Рукопис використовувався австрійським сходознавцем Алоїсом Шпренгером у його «Поштових та подорожніх маршрутах Сходу» (Post- und Reiserouten des Orients, Leipzig, 1864) і «Давній географії Аравії» (Alte Geographie Arabiens, Bern, 1875), і був відредагований Давидом Мюллером (Leiden, 1884; див. Sprenger's критика в Zeitschrift der deutschen morgenländischen Gesellschaft, том 45, с. 361–394).
Робота аль-Хамдані була предметом багатьох досліджень і публікацій австрійського арабіста Едуарда Глейзера, фахівця зі стародавньої Аравії. Іншою великою працею аль-Хамдані є його десятитомна робота аль-Ікліль (діадема), що стосується генеалогії хим'яритів і війн, які вели їхні царі. Том 8, присвячений цитаделям і замкам південної Аравії, був перекладений німецькою мовою, відредагований і анотований Давидом Генріхом Мюллером як «Замки та палаци Південної Аравії» (Die Burgen und Schlösser Sudarabiens, Відень, 1881).
Інші твори, які, як кажуть, були написані аль-Хамдані, перераховані Густавом Флюгелем в «Граматичних школах арабів» (Die grammatischen Schulen der Araber, Лейпциг, 1862, с. 220–221).

### Список робіт
- Кітаб аль-Джвахаратайн аль-‘атікатайн (Kitab al-Jawharatayn al-ʻatīqatayn) — книга, що описує метали, відомі на той час, включаючи їхні фізичні, хімічні властивості, та обробку (наприклад, золото, срібло та сталь)[13]. Він також вважається першим, хто уподобнив гравітацію Землі до поведінки магнітного поля[14].
- Сіфат Джазірат уль-Араб[en] (صفة جزيرة العرب), географія Аравійського півострова[15].
- Аль-Ікліль міна Ахбар аль-Ємен уа Насаб Хім'яр[en] (الإكليل من أخبار اليمن وأنساب حمير); Корони на рахунок Ємену та генеалогії Хим'яру. Аль-Ікліль складається з десяти томів, однак знайдено лише чотири томи (1, 2, 8 і 10), решта томів відсутня[16].
- Історія Сабеїв.
- Мови хим'яру і наджрану.